# Ditmir Bushati

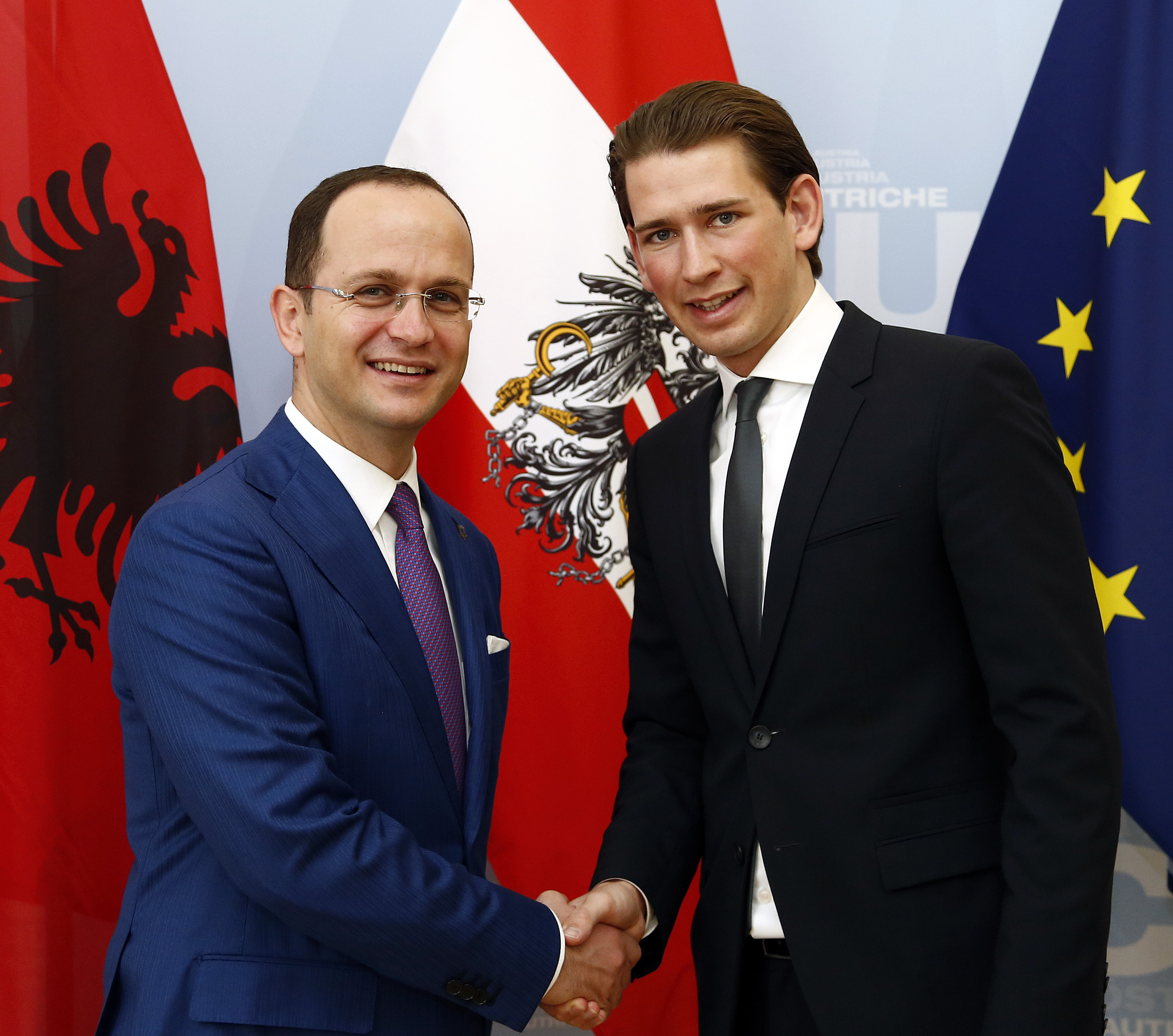
Ditmir Bushati mit Österreichs Außenminister Sebastian Kurz (2014)

Ditmir Sulejman Bushati (* 24. März 1977 in Shkodra, Albanien) ist ein albanischer Politiker (PS). Von 2013 bis 2018 war er Außenminister im Regierungskabinett unter Ministerpräsident Edi Rama.

## Ausbildung und politische Laufbahn
Bushati absolvierte 1999 an der Universität Tirana ein Rechtsstudium mit sehr guten Ergebnissen. Danach erlangte er 2001 den Master in Internationalem Recht an der Universität Leiden. Weiter bildete er sich 2003 an der Academy of American and International Law in Dallas (Texas, USA) und 2006 an der Harvard University fort.
Bushati hat schon in verschiedenen Bereichen in der Justiz, in der Verwaltung und in der albanischen Regierung gearbeitet, unter anderem 2001 am Internationalen Gerichtshof in Den Haag, 2002 im Büro des albanischen Präsidenten und 2002–2003 am albanischen Verfassungsgericht in Tirana.
Zwischen 2007 und 2009 war er als Abgeordneter der Sozialistischen Partei im Stadtrat von Tirana vertreten. Danach wurde er ins Parlament gewählt und übernahm das Amt des Vorsitzenden der Parlamentskommission für europäische Integration.

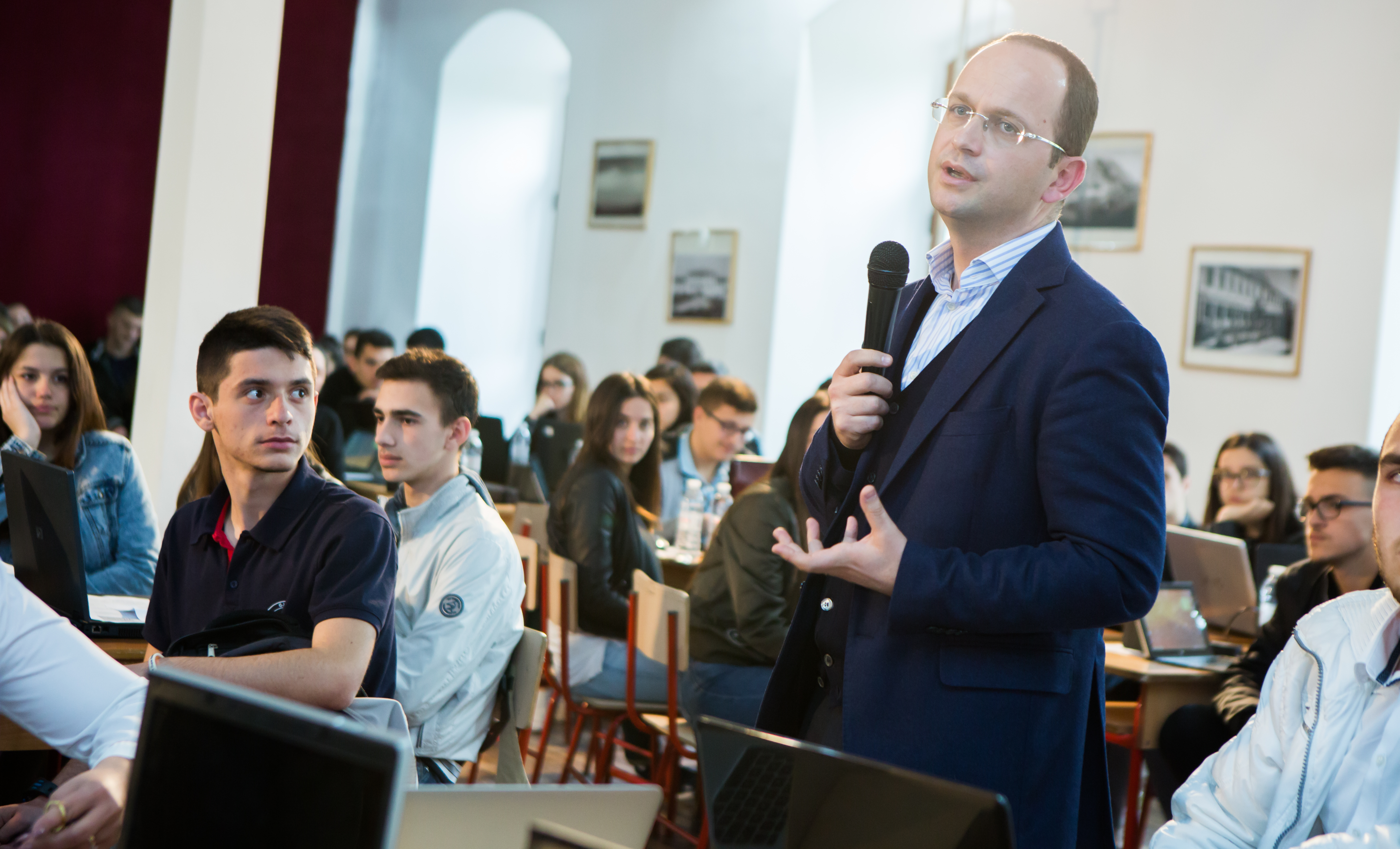
Bushati an der Wiki Academy 2017, einem Wikipedia-Anlass an einer Schule in Shkodra

Am 31. Juli 2013 wurde durch den Vorsitzenden der Sozialisten, Edi Rama, bekannt gegeben, dass in seinem künftigen Kabinett Ditmir Bushati Außenminister werde. 2017 trat er nach den Parlamentswahlen eine zweite Amtszeit als Außenminister an. Nach einer Phase längerer Studentenproteste ersetzte Rama am 28. Dezember 2018 acht Minister, darunter auch den Außenminister. Rama erklärte den Wechsel in Hinblick auf die anstehenden Lokalwahlen im Juni 2019 und meinte, dass es Zeit sei, dass sich Bushati um Shkodra kümmere. Als Nachfolger war sein junger Stellvertreter Gent Cakaj mit kosovarischen Wurzeln vorgesehen.

## Privatleben
Ditmir Bushati ist verheiratet mit Aida Bushati. Die beiden sind Eltern von Hera und Martin. Ditmir Bushatis Vater war Sulejman Bushati, Sekretär des Komitees der Partei der Arbeit Albaniens im Qark Kukës.
Bushati spricht fließend Englisch und Italienisch und kann brüchig Französisch.